# Ann Cusack
Ann Cusack (New York, 22 maggio 1961) è un'attrice statunitense.

## Biografia
Figlia dell'attore Dick Cusack, nasce a New York nel 1961 ma cresce a Evanston, nell'Illinois. Ha quattro fratelli: Bill, Susie, Joan e John, anch'essi attori. Influenzata dal padre, inizia la propria carriera di attrice nel 1992 entrando a far parte del cast del film Ragazze vincenti. Oltre che al cinema, fa le sue comparse anche in serie televisive famose come Grey's Anatomy, One Tree Hill, Ally McBeal, Criminal Minds, Castle, Better Call Saul e Mr. Mercedes. Nel 2009 sostituisce Courteney Cox nel ruolo di Melissa Robinson nel terzo capitolo di Ace Ventura. Nel 2016 è tra i protagonisti del film di Clint Eastwood Sully.

## Filmografia

### Cinema
- Ragazze vincenti (A League of Their Own), regia di Penny Marshall (1992)
- Malice - Il sospetto (Malice), regia di Harold Becker (1993)
- Mezzo professore tra i marines (Renaissance Man), regia di Penny Marshall (1994)
- Tank Girl, regia di Rachel Talalay (1995)
- Piume di struzzo (The Birdcage), regia di Mike Nichols (1996)
- Mi sdoppio in 4 (Multiplicity), regia di Harold Ramis (1996)
- Fuga dalla Casa Bianca (My Fellow Americans), regia di Peter Segal (1996)
- L'ultimo contratto (Grosse Pointe Blank), regia di George Armitage (1997)
- Cannes Man, regia di Richard Martini (1997)
- Peoria Babylon, regia di Steven Diller (1997)
- Mezzanotte nel giardino del bene e del male (Midnight in the Garden of Good and Evil), regia di Clint Eastwood (1997)
- Stigmate (Stigmata), regia di Rupert Wainwright (1999)
- Da che pianeta vieni? (What Planet Are You From?), regia di Mike Nichols (2000)
- I perfetti innamorati (America's Sweethearts), regia di Joe Roth (2001)
- Ammesso (Accepted), regia di Steve Pink (2006)
- The Sensation of Sight, regia di Aaron J. Wiederspahn (2006)
- Ace Ventura 3, regia di David Mickey Evans (2009)
- The Informant!, regia di Steven Soderbergh (2009)
- Amore al primo... Gulp (Love at First Hiccup), regia di Barbara Topsøe-Rothenborg (2009)
- Lo sciacallo - Nightcrawler (Nightcrawler), regia di Dan Gilroy (2014)
- Sully, regia di Clint Eastwood (2016)

### Televisione
- La signora in giallo (Murder, She Wrote) - serie TV, episodio 11x12 (1995)
- The Jeff Foxworthy Show - serie TV, 23 episodi (1996-1997)
- Ladies Man - serie TV, 1 episodio (1999)
- The Huntress - serie TV, 1 episodio (2000)
- Ally McBeal - serie TV, 1 episodio (2001)
- In tribunale con Lynn (Family Law) - serie TV, 1 episodio (2002)
- Star Trek: Enterprise - serie TV, 1 episodio (2002)
- Miracles - serie TV, 1 episodio (2003)
- Frasier - serie TV, 1 episodio (2003)
- One Tree Hill - serie TV, 2 episodi (2004)
- Streghe (Charmed) - serie TV, 2 episodi (2004-2005)
- Six Feet Under - serie TV, 1 episodio (2005)
- Ghost Whisperer - Presenze (Ghost Whisperer) - serie TV, 1 episodio (2006)
- Grey's Anatomy - serie TV, 1 episodio (2006)
- Bones - serie TV, 1 episodio (2006)
- Close to Home - Giustizia ad ogni costo (Close to Home) - serie TV, 1 episodio (2006)
- The Lost Room - miniserie TV (2006)
- Boston Legal - serie TV, 1 episodio (2007)
- Army Wives - Conflitti del cuore (Army Wives) - serie TV, 1 episodio (2007)
- Brothers & Sisters - Segreti di famiglia (Brothers & Sisters) - serie TV, 1 episodio (2008)
- Greek - La confraternita (Greek) - serie TV, episodio 1x17 (2008)
- Criminal Minds - serie TV, episodio 5x16 (2010)
- Trauma - serie TV, 1 episodio (2010)
- In Plain Sight - Protezione testimoni (In Plain Sight) - serie TV, 1 episodio (2010)
- Harry's Law - serie TV, 1 episodio (2011)
- Body of Proof - serie TV,  episodio 2x17 (2012)
- Hart of Dixie - serie TV, 2 episodi (2012)
- Scandal - serie TV, 1 episodio (2012)
- Masters of Sex - serie TV, 1 episodio (2013)
- Backstrom - serie TV, 1 episodio (2015)
- Fargo - serie TV, 1 episodio (2015)
- Castle - serie TV, episodi 8x02-8x11 (2015-2016)
- Grimm - serie TV, 1 episodio (2016)
- Better Call Saul - serie TV, 5 episodi (2016-2018)
- Mr. Mercedes - serie TV, 3 episodi (2017)
- Castle Rock - serie TV, 5 episodi (2018)
- The Boys - serie TV, 7 episodi (2019-in corso)
- Station 19 - serie TV, 1 episodio (2020)
- The Good Doctor - serie TV, 1 episodio (2021)

## Doppiatrici italiane
Nelle versioni in italiano delle opere in cui ha recitato, Ann Cusack è stata doppiata da:
- Roberta Paladini in Ghost Whisperer - Presenze, Castle, Better Call Saul
- Alessandra Korompay in Grey's Anatomy, Private Practice
- Irene Di Valmo in Ragazze vincenti
- Claudia Razzi in Mi sdoppio in 4
- Anna Cesareni in Star Trek: Enterprise
- Stefanella Marrama in Ammesso
- Pinella Dragani in Boston Legal
- Emanuela Rossi in Criminal Minds
- Patrizia Scianca in Scandal
- Antonella Rinaldi in Lo sciacallo - Nightcrawler
- Laura Boccanera in The Boys
- Giò Giò Rapattoni in Station 19